# Nunzio
Nunzio ist ein italienischer männlicher Vorname.

## Herkunft und Bedeutung
Nunzio ist die männliche Kurzform des weiblichen Vornamens Annunziata; außerdem stimmt der Name mit dem italienischen Wort für Bote, Gesandter überein, das seinerseits letztlich vom lateinischen nuntius abgeleitet ist.

## Namensträger

### Vorname
- Nunzio DeFilippis (* 1970), US-amerikanischer Comic- und Fernsehautor
- Nunzio La Fauci (* 1953), italienischer Linguist
- Nunzio Galantino (* 1948), italienischer Geistlicher
- Nunzio Galizia (* vor 1550; † 1621), italienischer Kunsthandwerker und Miniaturmaler
- Nunzio Gallo (1928–2008), italienischer Sänger und Schauspieler
- Nunzio Malasomma (1894–1974), italienischer Drehbuchautor und Filmregisseur
- Nunzio Montanari (1915–1993), italienischer Pianist und Komponist
- Nunzio Morello (1806–1878), italienischer Bildhauer und Dichter
- Nunzio Rotondo (1924–2009), italienischer Jazztrompeter
- Nunzio Scarano (* 1952), italienischer Prälat

Zwischenname
- Gregory Nunzio Corso (1930–2001), US-amerikanischer Dichter der Beat Generation
- Joseph Nunzio Latino (1937–2021), US-amerikanischer Geistlicher und römisch-katholischer Bischof von Jackson

### Familienname
- Lukas Di Nunzio (* 1966), deutscher Songwriter und Produzent christlicher Lobpreismusik

### Künstlername
- Nunzio (James Maritato; * 1972), US-amerikanischer Wrestler